# Nikoleta Jíchová
Nikoleta Jíchová (Praga, 29 agosto 2000) è un'ostacolista e velocista ceca.

## Progressione

### 400 metri ostacoli
| Stagione | Misura  | Luogo             | Data      | Rank. Mond. |
| -------- | ------- | ----------------- | --------- | ----------- |
| 2024     | 54"59   | Roma              | 10-6-2024 |             |
| 2023     | 54"88   | Tábor             | 30-7-2023 |             |
| 2022     | 55"48   | Monaco di Baviera | 18-8-2022 |             |
| 2021     | 56"82   | Tallinn           | 9-7-2021  |             |
| 2020     | 57"44   | Praga             | 4-7-2020  |             |
| 2019     | 59"79   | Plzeň             | 18-5-2019 |             |
| 2018     | 1'02"18 | Praga             | 19-5-2018 |             |

## Palmarès
| Anno | Manifestazione | Sede      | Evento      | Risultato  | Prestazione | Note                                            |
| ---- | -------------- | --------- | ----------- | ---------- | ----------- | ----------------------------------------------- |
| 2018 | Mondiali U20   | Tampere   | 100 m hs    | Semifinale | 13"83       |                                                 |
| 2021 | Europei U23    | Tallinn   | 400 m hs    | 8ª         | 57"30       | [ 1 ]                                           |
| 2021 | Europei U23    | Tallinn   | 4x400 m     | Oro        | 3'30"11     | Miglior prestazione europea stagionale under 23 |
| 2022 | Europei        | Monaco    | 400 m hs    | Semifinale | 55"48       | Miglior prestazione personale                   |
| 2022 | Europei        | Monaco    | 4x400 m     | Batteria   | dq          | [ 2 ]                                           |
| 2023 | Mondiali       | Budapest  | 400 m hs    | Semifinale | 55"01       | [ 3 ]                                           |
| 2024 | Europei        | Roma      | 400 m hs    | 4ª         | 54"91       | [ 4 ]                                           |
| 2024 | Olimpiade      | Parigi    | 400 m hs    | Ripescaggi | 55"31       | [ 5 ]                                           |
| 2025 | Europei indoor | Apeldoorn | 400 m piani | Batteria   | dq          |                                                 |
| 2025 | Europei indoor | Apeldoorn | 4x400 m     | Bronzo     | 3'25"31     | Record nazionale                                |

## Campionati nazionali
- 2 volte campionessa nazionale francese dei 400 m ostacoli (2023, 2024)

2017
- 8ª ai campionati cechi (Třinec), 200 m piani - 24"38

2018
- 6ª ai campionati cechi (Kladno), 200 m piani - 25"24
- Argento ai campionati cechi (Kladno), 100 m hs - 13"76

2019
- 4ª ai campionati cechi indoor (Ostrava), 200 m piani - 24"27
- Argento ai campionati cechi indoor (Ostrava), staffetta 4x200 m piani - 1'40"41

2020
- Argento ai campionati cechi (Plzeň), 400 m hs - 57"76

2021
- Bronzo ai campionati cechi indoor (Ostrava), 200 m piani - 23"97
- Oro ai campionati cechi indoor (Ostrava), staffetta 4x200 m piani - 1'38"81
- Oro ai campionati cechi (Zlín), 400 m hs - 57"17

2022
- Oro ai campionati cechi (Hodonín), 400 m hs - 57"44

2023
- Oro ai campionati cechi (Tábor), 400 m hs - 54"88

2024
- Oro ai campionati cechi (Zlín), 200 m piani - 23"88

## Altre competizioni internazionali
2021
- 7ª ai Campionati europei a squadre, ( Cluj-Napoca), 400 m hs - 55"48

2023
- 6ª ai Campionati europei a squadre, ( Chorzów), 400 m hs - 55"48

2024
- 7ª al Kamila Skolimowska Memorial ( Chorzów), 400 m hs - 54"92